# كولن بيتي
كولن بيتي هو مصرفي وسياسي بريطاني، ولد في 17 أكتوبر 1951 في فورفار ‏ في المملكة المتحدة. نشط حزبياً في الحزب الوطني الإسكتلندي. في 2016 Scottish Parliament election ‏، انتخب Member of the 5th Scottish Parliament ‏ عن دائرة Midlothian North and Musselburgh (Scottish Parliament constituency) ‏ وقد انضم خلال فترته النيابية ‏ (5 مايو 2016 – ) للكتلة البرلمانية الحزب الوطني الإسكتلندي وفي الانتخابات النيابية العمومية الاسكتلندية 2011 ‏، انتخب عضو البرلمان الاسكتلندي الرابع ‏ عن دائرة Midlothian North and Musselburgh (Scottish Parliament constituency) ‏ وقد انضم خلال فترته النيابية ‏ (5 مايو 2011 – 24 مارس 2016) للكتلة البرلمانية الحزب الوطني الإسكتلندي.